# Geniates
Geniates är ett släkte av skalbaggar. Geniates ingår i familjen Rutelidae.

## Dottertaxa tillGeniates, i alfabetisk ordning[1]
- Geniates affinis
- Geniates balzapambae
- Geniates barbatus
- Geniates bituberculatus
- Geniates bornelli
- Geniates castaneus
- Geniates clavipalpus
- Geniates convexus
- Geniates corniger
- Geniates cornutus
- Geniates cylindricus
- Geniates distans
- Geniates flaviventris
- Geniates fuscescens
- Geniates fuscicollis
- Geniates impressicollis
- Geniates impressifrons
- Geniates incertus
- Geniates inconstans
- Geniates isthmicus
- Geniates leptopus
- Geniates marginicollis
- Geniates multicornis
- Geniates octavius
- Geniates palliatus
- Geniates pallidus
- Geniates panamaensis
- Geniates punctipennis
- Geniates relictus
- Geniates rufescens
- Geniates rugicollis
- Geniates rugosus
- Geniates sericeus
- Geniates spinolae
- Geniates spurius
- Geniates subsericeus
- Geniates truquii
- Geniates werneri
- Geniates verticalis